# Schi fond la Jocurile Olimpice de iarnă din 2018 - ștafetă 4x10 km (masculin)
Proba de schi fond, ștafetă 4x10 km masculin de la Jocurile Olimpice de iarnă din 2018 de la Pyeongchang, Coreea de Sud a avut loc pe 18 februarie 2018 la Alpensia Cross-Country Skiing Centre.

## Program
Orele sunt orele Coreei de Sud (ora României + 7 ore).
| Dată         | Ora         | Rundă  |
| ------------ | ----------- | ------ |
| 18 februarie | 15:15-17:10 | Finală |

## Rezultate
Cursa a început la ora 15:15.
| Loc | Număr de concurs | Țară                                                                                               | Timp                                      | Deficit |
| --- | ---------------- | -------------------------------------------------------------------------------------------------- | ----------------------------------------- | ------- |
| 1   | 1                | Norvegia · Didrik Tønseth · Martin Johnsrud Sundby · Simen Hegstad Krüger · Johannes Høsflot Klæbo | 1:33:04,9 24:59,1 24:51,8 21:19,7 21:54,3 | –       |
| 2   | 2                | Sportivii Olimpici ai Rusiei Andrey Larkov Aleksandr Bolshunov Aleksey Chervotkin Denis Spitsov    | 1:33:14,3 24:42,1 24:36,7 22:08,0 21:47,5 | +9,4    |
| 3   | 7                | Franța · Jean-Marc Gaillard · Maurice Manificat · Clément Parisse · Adrien Backscheider            | 1:33:41,8 24:51,7 24:55,1 21:24,2 22:30,8 | +36,9   |
| 4   | 5                | Finlanda · Perttu Hyvärinen · Iivo Niskanen · Matti Heikkinen · Lari Lehtonen                      | 1:34:45,4 25:42,9 24:29,8 21:56,5 22:36,2 | +1:40,5 |
| 5   | 3                | Suedia · Jens Burman · Daniel Rickardsson · Marcus Hellner · Calle Halfvarsson                     | 1:35:10,5 25:17,8 25:57,0 21:53,3 22:02,4 | +2:05,6 |
| 6   | 6                | Germania · Andreas Katz · Thomas Bing · Lucas Bögl · Jonas Dobler                                  | 1:35:13,1 25:55,5 25:17,2 21:56,6 22:03,8 | +2:08,2 |
| 7   | 8                | Italia · Maicol Rastelli · Francesco De Fabiani · Giandomenico Salvadori · Federico Pellegrino     | 1:35:40,1 24:50,9 24:52,4 22:39,1 23:17,7 | +2:35,2 |
| 8   | 9                | Kazahstan · Alexey Poltoranin · Yevgeniy Velichko · Vitaliy Pukhkalo · Denis Volotka               | 1:36:36,3 24:40,9 25:29,1 23:10,3 23:16,0 | +3:31,4 |
| 9   | 12               | Canada · Len Väljas · Graeme Killick · Russell Kennedy · Knute Johnsgaard                          | 1:36:45,9 25:56,3 25:15,9 22:06,7 23:27,0 | +3:41,0 |
| 10  | 11               | Cehia · Aleš Razým · Martin Jakš · Petr Knop · Michal Novák                                        | 1:37:23,0 25:55,9 25:22,0 22:33,5 23:31,6 | +4:18,1 |
| 11  | 4                | Elveția · Jonas Baumann · Dario Cologna · Toni Livers · Roman Furger                               | 1:38:01,4 26:43,7 24:55,6 23:08,9 23:13,2 | +4:56,5 |
| 12  | 13               | Estonia · Andreas Veerpalu · Algo Kärp · Karel Tammjärv · Raido Ränkel                             | 1:38:21,7 26:17,7 26:28,8 22:06,5 23:28,7 | +5:16,8 |
| 13  | 14               | Austria · Dominik Baldauf · Max Hauke · Bernhard Tritscher · Luis Stadlober                        | 1:39:12,9 26:09,4 26:22,2 22:40,8 24:00,5 | +6:08,0 |
| 14  | 10               | Statele Unite ale Americii · Andrew Newell · Reese Hanneman · Scott Patterson · Noah Hoffman       | 1:42:29,1 26:09,7 28:17,7 22:58,8 25:02,9 | +9:24,2 |